# Sonderdienst
Le Sonderdienst furono le formazioni paramilitari naziste create nel Governatorato Generale durante l'occupazione della Polonia nella seconda guerra mondiale. Furono ispirate alle formazioni SS chiamate Volksdeutscher Selbstschutz operanti nel distretto di Warthegau, nella regione occidentale della Polonia annessa alla Germania nel 1939.
Le Sonderdienst furono istituite il 6 maggio 1940 dal Gauleiter Hans Frank nella Cracovia occupata. Inizialmente furono costituite dai Volksdeutsche di etnia tedesca che vivevano già in Polonia prima dell'invasione e che si unirono successivamente alle forze di invasione. Dopo l'Operazione Barbarossa del 1941 in queste formazioni entrarono anche i prigionieri di guerra sovietici che si offrirono volontari per l'addestramento speciale, come ad esempio i Trawnikimänner, impiegati in tutti i principali campi di sterminio della soluzione finale. Molti di loro non conoscevano il tedesco e chiedevano la traduzione ai loro comandanti. L'Abteilung Sonderdienst fu subordinato alla divisione di sabotaggio dell'Oberkommando der Wehrmacht sotto il comando prima del colonnello Erwin Lahousen von Vivremont (tra il 1º settembre 1939 ed il luglio 1943), poi del colonnello Wessel Freytag von Loringhoven (luglio 1943 - giugno 1944).

## Contesto storico

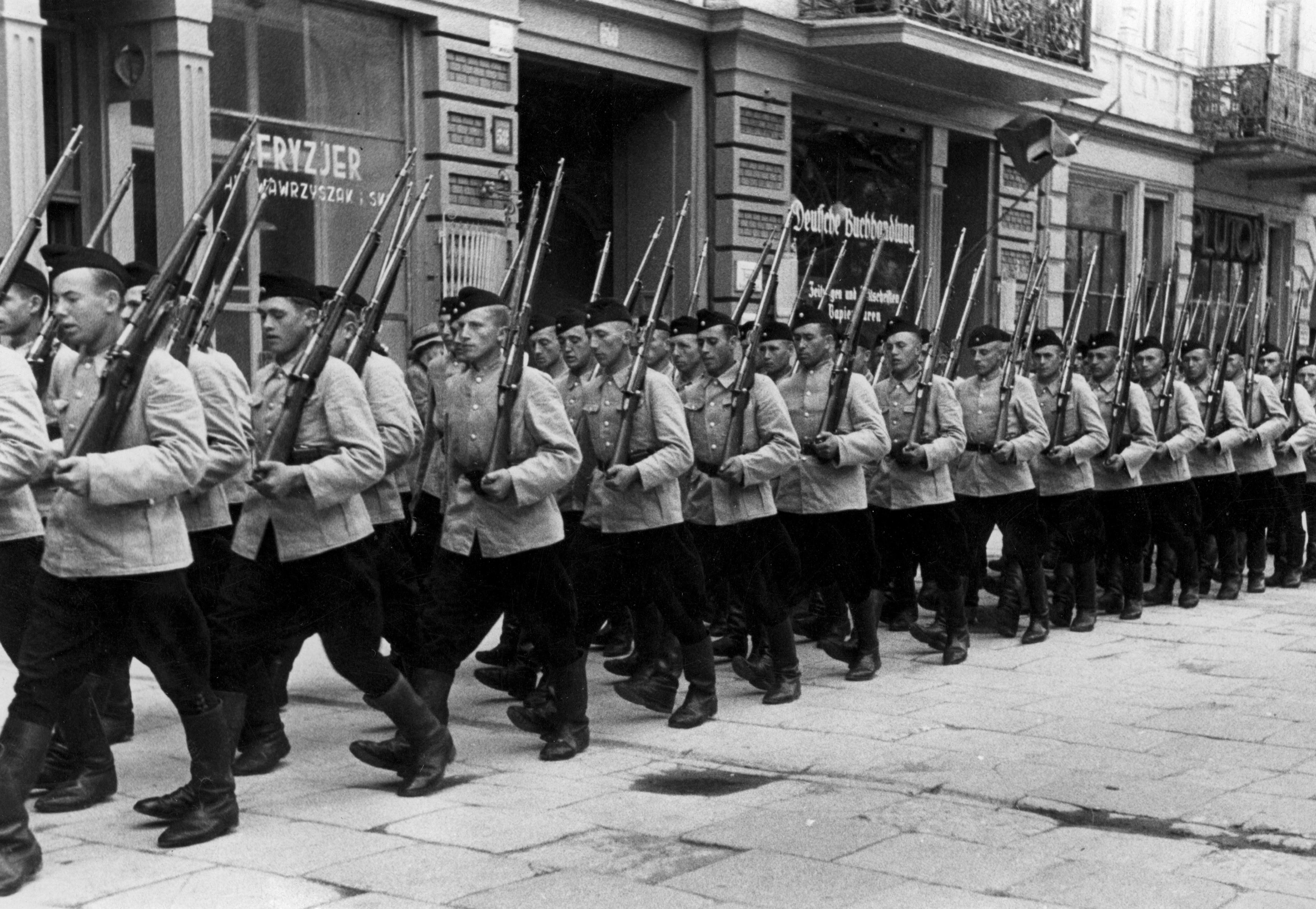
Battaglione Sonderdienst nella Cracovia occupata, luglio 1940

Prima dello scoppio della seconda guerra mondiale la Polonia fu un paese multiculturale: quasi un terzo della popolazione fu costituito da gruppi etnici minoritari (13,9% ucraini, 10% ebrei, 3,1% bielorussi, 2,3% tedeschi e 3,4% tra cechi, lituani e russi). I membri della minoranza tedesca risiedevano prevalentemente nelle regioni dell'ex impero tedesco. Molti tedeschi provavano ostilità verso lo stato polacco dopo aver perso i loro privilegi alla fine della prima guerra mondiale.
Le organizzazioni tedesche in Polonia come Deutscher Volksverband e Jungdeutsche Partei prima dell'invasione si impegnarono attivamente nello spionaggio per l'Abwehr, in azioni di sabotaggio, nel contrabbando di armi e nelle campagne di propaganda nazista. Dalla fine del 1939 fino alla primavera del 1940 il Volksdeutscher Selbstschutz tedesco partecipò ai massacri dei civili polacchi ed ebrei. Nell'estate del 1940 il Sonderdienst e i carnefici del Selbstschutz furono formalmente assegnati all'amministrazione civile del neonato Gau Wartheland. Addestrati dai tedeschi sotto la guida del rappresentante di Heinrich Himmler, Ludolf Jakob von Alvensleben, molti si unirono alle Schutzstaffel o alla Gestapo l'anno successivo.

### Operazione Barbarossa

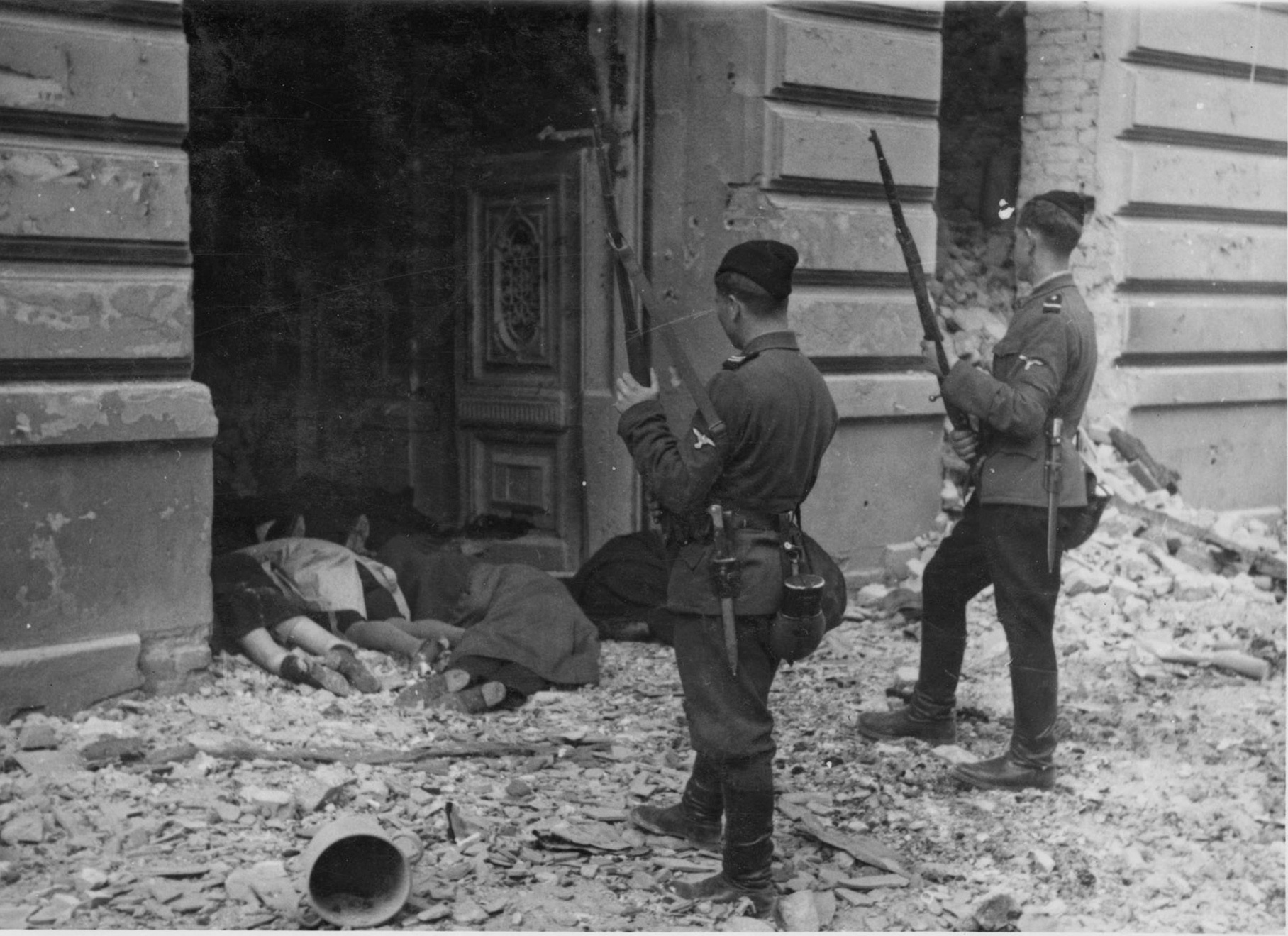
Guardie Hiwi di uno dei due battaglioni Sonderdienst addestrati da Karl Streibel nel campo di addestramento di Trawniki durante la pacificazione di Varsavia. Foto dal rapporto Jürgen Stroop, 1943.

Circa 3.000 uomini furono arruolati nelle truppe Sonderdienst del Governatorato Generale. Dopo la conquista tedesca dell'Europa orientale il Gruppenführer Globočnik cercò avidamente un'altra fonte di manodopera. I cittadini delle regioni occupate che parlavano tedesco diventarono molto apprezzati proprio per la loro capacità di comunicare in ucraino, bielorusso, russo e polacco.
L'addestramento delle forze ausiliarie non polacche fu organizzata nel campo di Trawniki dallo SS-Hauptsturmführer Karl Streibel: fu incaricato da Globocnik di iniziare il reclutamento dietro le linee del fronte dell'Operazione Barbarossa. Streibel addestrò 5082 guardie, per lo più ucraine, prima della fine del 1944, organizzandole in due nuovi battaglioni Sonderdienst.  Secondo la testimonianza dell'SS-Oberführer Arpad Wigand durante il suo processo per crimini di guerra ad Amburgo, solo il 25% delle guardie parlava il tedesco.
Le guardie Hiwi Wachmänner, meglio conosciute come Trawnikimänner, operarono in tutti i principali campi di sterminio della soluzione finale nel corso dell'Operazione Reinhard. Ebbero un ruolo attivo nelle esecuzioni degli ebrei a Belzec, Sobibor, Treblinka II, Varsavia, Częstochowa, Lublino, Lvov, Radom, Cracovia, Białystok, Majdanek e Auschwitz; nel campo di Trawniki stesso durante l'Operazione Erntefest nel 1943 e nei restanti sottocampi di Lublino, compresi Poniatowa, Budzyn, Kraśnik, Puławy, Lipowa, nonché durante i massacri di Łomazy, Miedzyrzec, Łuków, Radzyń, Parczew, Końskowola, Komarówka e nelle altre località dove le Sonderdienst furono coadiuvate dalle SS e dal Battaglione di reservisti della polizia 101 dell'Orpo. Dopo la guerra gli ultimi 1.000 Hiwi, riuniti nel frattempo come battaglione SS Streibel, si dileguarono confondendosi con la popolazione civile nella Germania occidentale senza lasciar traccia.